# Heinrich Hoffmann (forfatter)
 Der er flere personer med dette navn, se Heinrich Hoffmann. (Se også artikler, som begynder med Heinrich Hoffmann)
 Der er for få eller ingen kildehenvisninger i denne artikel, hvilket er et problem. Du kan hjælpe ved at angive troværdige kilder til de påstande, som fremføres i artiklen.

Heinrich Hoffmann (13. juni 1809 i Frankfurt am Main, død 20. september 1894 sammesteds) var en tysk psykiater og børnebogsforfatter. Hoffmann studerede medicin i Heidelberg, og i 1851 blev han direktør for Frankfurt bys nerveklinik. Han regnes for den første læge, der begyndte at behandle børn med psykiske lidelser.
Som forfatter blev han kendt for bl.a. Den store Bastian, en illustreret børnebog, hvor børn optræder upassende og bliver straffede på ofte voldsomme måder ved f.eks. neddypning i blækhus, afklipning af fingre, sammensyning af mund, afbrænding, sultedød.